# خانه عزیز نظری
خانه عزیز نظری مربوط به دوره صفوی است و در شهرستان صدوق، بخش خضرآباد، شهر ندوشن، محله جولان واقع شده و این اثر در تاریخ ۱۸ آذر ۱۳۸۷ با شمارهٔ ثبت ۲۳۸۹۱ به‌عنوان یکی از آثار ملی ایران به ثبت رسیده است.